# 北川義隆
北川 義隆（きたがわ よしたか、1970年 - ）は、日本のフリーアナウンサー、スポーツコメンテーター。ボイスワークス所属。

## 来歴
自身にサッカー経験は無かったものの、桐光学園高等学校在学中の夏にイタリアに短期留学し、セリエA・ASローマで幹部経験のある人物の家にホームステイしたことがきっかけで筋金入りの「ロマニスタ」となる。明治学院大学法学部を卒業後に文化放送に入社し、アナウンス部に配属。入社1年目の1993年から、この年から読売ジャイアンツの監督に復帰した長嶋茂雄の番記者を4年間務めた。同局では西武ライオンズ戦の実況中継を担当したほか、NACK5でのライオンズ戦中継の実況も担当した。当時ラジオ局の若手スポーツアナウンサーとしては、得点を頻繁に伝えるため、わかりやすい中継と言われていた。
1998 FIFAワールドカップではプロデューサーとして番組の制作を手がけ、翌1999年に文化放送を退社して再びイタリアに渡り長期滞在。セリエAの日本人選手の活躍を中心に、スカイパーフェクTV!などのCSテレビ放送での実況中継や、日本のサッカー雑誌「週刊サッカーダイジェスト」にコラムを執筆する。並行して、難関と言われるFIFA公認の代理人（スポーツエージェント）の資格試験をパスし、日本サッカー協会認定選手エージェントとなる。
帰国後は立正大学心理学研究科修士課程入学と並行して日本でスポーツ実況を中心に活動。2016年より、千葉ロッテマリーンズ主催ゲーム中継（BS12 プロ野球中継など）にベンチレポーターとして出演するほか、DAZNでは、横浜DeNAベイスターズ主催ゲームやセリエAの実況を担当している。セリエA実況時には、自身のイタリア在住経験や現地の番記者との人脈を生かし、日本では報道されない選手の裏話や選手の自宅紹介、ドッキリ映像などをハーフタイムを利用し紹介するなどしている。また同サブスクリプションで2020年9月よりサッカー番組「FOOTBALL FREAKS」に出演。2021年8月より、「FOOTBALL FREAKS」の分割化に伴い、サッカージャーナリストの細江克弥と共に「SERIE A FREAKS」を担当。不定期開催の「FOOTBALL FREAKS」にも引き続き出演している。
他にも、Vリーグや国内外のヨットレースの実況など幅広い実況活動をしている。

## エピソード
- イタリアのサッカークラブ、ASローマの元株主。
- 文化放送在籍時は、ホームランナイターで「スワローズ担当アナウンサー」の松島茂と激しいトークバトルを繰り広げていた。
- イタリア在住期間については資料ごとに表記揺れがあり、ボイスワークスのプロフィールには「イタリア・ローマに1999年～10年間移住、2011年帰国」とあるが、2020年のインタビューの際には「1998年から2013年までイタリアにいた」と述べている[3]。
- 「『実況は公正・公平でなくてはならない』という固定観念を覆した第一人者」とも言われる[1]。
  - セリエA・ASローマ戦の実況ではたびたび私情がもれてしまうときがあり、ローマのチャンス時には「（ゴールを）決めろぉ!」と発言することすらある[3]。
  - ダニエレ・デ・ロッシのローマでの最後の試合（2019年5月26日）では実況中に思わず涙をこぼしたという[1]。
  - セリエA 19/20シーズンの最終節・ユヴェントス対ローマでは、同シーズン限りで審判生活に幕を下ろすジャンルカ・ロッキについて熱く語るシーンが多くあった。
- イタリア在住時、イタリアとブラジルのハーフ女性と交際していたことがある。知り合いが経営するジェラート屋を2人で訪れた際、試食が出なかったことに怒りをあらわにしたその交際相手が、北川が購入したジェラートを北川の顔面に投げつけ、北川が怒り狂った、というエピソードがある。[4]
- 自身が出演中のDAZNのサッカー番組「FOOTBALL FREAKS」の#93でサッカーの情報番組ながら、北川自身が出演者に手作りのティラミスを振る舞う一幕があった。
- サッカーキングのYouTubeチャンネルにて、21-22シーズンのUEFAヨーロッパカンファレンスリーグ ASローマの決勝進出を受けて生配信された同時視聴会では、深夜3時ながら、ローマのプレイに絶叫したり、自身のアンチに一喝するなど、普段の実況風景からは想像できないほどの熱狂を見せた。

## 出演番組

### 文化放送時代
- 文化放送ライオンズナイター
- 文化放送ホームランナイター
- 文化放送新春スポーツスペシャル 箱根駅伝実況中継（平塚中継所及び権太坂担当）
- 梶原しげるの本気でDONDON 探検隊員

### 現在
- BS12 プロ野球中継（千葉ロッテマリーンズ主催ゲーム、2016年 - ）
- GAORA 「アメリカズカップ ワールドシリーズ」（実況、2016年 - ）
- DAZN セリエA 実況、FOOTBALL FREAKS、SerieA FREAKS 司会、SerieA FREAKS Voice 司会、NPB（横浜DeNAベイスターズ主催ゲーム） 実況
- SPOTV NOW セリエA 実況、MLB 実況
- NACK5 SUNDAY LIONS (NACK5) 実況 ※2023年7月2日放送の埼玉西武対ソフトバンク戦にて、文化放送アナウンサー時代以来、25年振りに実況として出演された。

## その他出演
- 映画「天空の蜂」（松竹配給 2015年9月公開） 報道中継アナウンサー役
- 映画「ヒノマルソウル〜舞台裏の英雄たち〜」 （東宝配給 2021年6月公開）実況アナウンサー役